# 寿町 (厚木市)
寿町（ことぶきちょう）は、神奈川県厚木市に存在する町丁である。現行行政地名は、寿町1丁目から3丁目である。住居表示実施済区域。

## 地理
厚木市の町丁である寿町は、当市内の市街地付近、小田急小田原線本厚木駅から少し北側に位置する。周辺の他の町丁や大字では、南は中町、東は東町、北は元町や松枝、西は水引とそれぞれ隣り合っている。

## 歴史

### 沿革
- 1965年（昭和40年）7月1日 - 住居表示の設定に伴い、厚木の一部を分離し、寿町1丁目から3丁目を新設[5]。
- 1997年に、本町丁内に厚木中央公園が開園する。

## 世帯数と人口
2021年（令和3年）3月1日現在（厚木市発表）の世帯数と人口は以下の通りである。
| 丁目       | 世帯数 | 人口    |
| ---------- | ------ | ------- |
| 寿町一丁目 |        | 998人   |
| 寿町二丁目 |        | 1,704人 |
| 寿町三丁目 |        | 558人   |
| 計         |        | 3,260人 |

### 人口の変遷
国勢調査による人口の推移。
| 年                 | 人口  |
| ------------------ | ----- |
| 1995年（平成7年）  | 2,236 |
| 2000年（平成12年） | 2,275 |
| 2005年（平成17年） | 2,718 |
| 2010年（平成22年） | 2,922 |
| 2015年（平成27年） | 3,176 |
| 2020年（令和2年）  | 3,232 |

### 世帯数の変遷
国勢調査による世帯数の推移。
| 年                 | 世帯数 |
| ------------------ | ------ |
| 1995年（平成7年）  | 962    |
| 2000年（平成12年） | 1,006  |
| 2005年（平成17年） | 1,224  |
| 2010年（平成22年） | 1,254  |
| 2015年（平成27年） | 1,418  |
| 2020年（令和2年）  | 1,526  |

## 学区
市立小・中学校に通う場合、学区は以下の通りとなる（2022年10月時点）。
| 丁目       | 番・番地等 | 小学校             | 中学校             |
| ---------- | ---------- | ------------------ | ------------------ |
| 寿町一丁目 | 全域       | 厚木市立厚木小学校 | 厚木市立厚木中学校 |
| 寿町二丁目 | 全域       | 厚木市立厚木小学校 | 厚木市立厚木中学校 |
| 寿町三丁目 | 全域       | 厚木市立厚木小学校 | 厚木市立厚木中学校 |

## 事業所
2021年（令和3年）現在の経済センサス調査による事業所数と従業員数は以下の通りである。
| 丁目       | 事業所数  | 従業員数 |
| ---------- | --------- | -------- |
| 寿町一丁目 | 37事業所  | 158人    |
| 寿町二丁目 | 49事業所  | 315人    |
| 寿町三丁目 | 106事業所 | 1,309人  |
| 計         | 192事業所 | 1,782人  |

### 事業者数の変遷
経済センサスによる事業所数の推移。
| 年                 | 事業者数 |
| ------------------ | -------- |
| 2016年（平成28年） | 179      |
| 2021年（令和3年）  | 192      |

### 従業員数の変遷
経済センサスによる従業員数の推移。
| 年                 | 従業員数 |
| ------------------ | -------- |
| 2016年（平成28年） | 1,293    |
| 2021年（令和3年）  | 1,782    |

## 交通
- 道路
  - 神奈川県道43号藤沢厚木線
  - 神奈川県道603号上粕屋厚木線

県道43号は中町交差点から北上し本町丁内を南北に通っている。一方の県道603号は終点である同交差点から本町丁とその南隣の中町との境線に沿って西方へ直進に貫いている。また実際には本町丁には通過していないが、本厚木駅まで南下する神奈川県道602号本厚木停車場線が同交差点から接している。
- 路線バス
  - 全て神奈川中央交通の厚木営業所のバスが走り、本厚木駅または厚木バスセンター（中町）から当町丁内には、厚木市消防本部周辺を経由するバスや、県道602号を周り上記の各県道を経由するバスが一部通過している。

- 鉄道
  - 小田急小田原線の本厚木駅（泉町）へは当町から南隣の中町を南下して進むと徒歩でも近い。

## 周辺の施設
3丁目内
- 厚木簡易裁判所
- 横浜地方法務局 厚木支局
- 横浜地方検察庁 小田原支部 厚木区検察庁
- 厚木市消防本部
- ハローワーク厚木
- 厚木市立厚木小学校
- 厚木中央公園

## その他

### 日本郵便
- 郵便番号 : 243-0003[3]（集配局 : 厚木郵便局[16]）。